# Chris Cillizza
Chris Cillizza (Marlborough, Connecticut, 1976. február 20. –) amerikai újságíró. Ír és olasz (szicíliai) felmenőkkel rendelkezik. A The Washington Post politikai írója, az MSNBC politikai elemzője.